# جان دوی
جان دوی (به انگلیسی: John Devey) بازیکن فوتبال زادهٔ ۲۶ دسامبر ۱۸۶۶ اهل کشور انگلستان که سابقهٔ بازی در تیم ملی فوتبال انگلستان را در کارنامهٔ خود دارد. وی در تاریخ ۵ مارس ۱۸۹۲ نخستین بازی ملی خود را در مقابل تیم ملی فوتبال ایرلند انجام داد و با حضور در ۲ بازی ملی، در تاریخ ۳ مارس ۱۸۹۴ واپسین بازی ملی‌اش را در برابر تیم ملی فوتبال ایرلند برگزار کرد.
این بازیکن توانسته در بازی‌های ملی، ۱ گل به ثمر برساند.